# Eumaeus (bướm ngày)
Eumaeus là một chi bướm ngày thuộc họ Bướm xanh. Loài này được tìm thấy tại Bolivia và Perú.

## Selected species
| Hình ảnh | Loài                          | Tên thông dụng (tiếng Anh) | Phân bố                                            | Ghi chú       |
| -------- | ----------------------------- | -------------------------- | -------------------------------------------------- | ------------- |
|          | E. atala (Poey, 1832)         | Atala                      | Bahamas, Cuba, Isla de Juventud                    |               |
|          | E. toxea (Godart, 1824)       | Mexican cycadian           | Đông và Tây México đến Nicaragua (Nam Texas, hiếm) |               |
|          | E. childrenae (G. Gray, 1832) | Great cycadian             | Đông và Nam México đến Honduras                    | [= E. debora] |
|          | E. godartii (Boisduval, 1870) | White-tipped cycadian      | Nicaragua đến Tây Ecuador                          |               |
|          | E. minyas (Hübner, [1809])    | Minyas cycadian            | Colombia đến Perú và Trung Brasil                  |               |
|          | E. toxana (Boisduval, 1870)   |                            | Venezuela đến Bolivia                              |               |